# فارن
فارن (به آلمانی: Fahren) یک شهر در آلمان است که در Plön (District) واقع شده‌است. فارن ۱۴۴ نفر جمعیت دارد.